# 俄罗斯陆军武器装备列表
- 坦克
  - T-14阿玛塔主战坦克
  - T-90主战坦克
  - T-72主战坦克
  - T-62主戰坦克
  - T-54/55系列主戰坦克
  - T-80主力戰車
  - T-64
- 步裝戰車
  - BMD-1步兵戰車
  - BMD-2
  - BMD-3
  - BMD-4
  - BMP-1步兵戰車
  - BMP-2步兵戰車
  - BMP-3
  - BMPT
  - BTR-T（英语：BTR-T）
  - T-15步兵戰車
- 步兵機動車
  - GAZ猛虎車
  - Ural Typhoon（英语：烏拉爾颱風）
  - Kamaz Typhoon（英语：卡瑪斯颱風）
  - SBA-60K2 Bulat（英语：SBA-60K2 布拉特）
  - Kornet-D（英语：短號-D）
- 反坦克裝甲車
  - 9K114 Shturm（英语：9K114 風暴）
- 裝甲運兵車
  - BTR-60
  - BTR-70
  - BTR-80
  - BTR-90
  - BRDM-2（英语：BRDM-2）
  - MT-LB
  - BMP-97（英语：BMP-97）
  - 庫爾干人-25裝甲車
  - 迴旋鏢裝甲運兵車
- 自走砲
  - 2S1 Gvozdika（英语：2S1）
  - 2S3「相思」自走砲
  - 2S4自走迫擊砲
  - 2S5自走砲
  - 2S7自走砲
  - 2S9自走迫擊砲
  - 2S19
  - 2S31自走炮
  - 2S35自走炮
  - 2S25反戰車自走砲
- 防空戰車
  - ZSU-23-4
  - 2K22通古斯卡自行高射炮
- 多管火箭炮
  - BM-21火箭炮
  - BM-27 Uragan（英语：BM-27烏拉甘）
  - BM-30「龍捲風」火箭炮
  - 旋風多管火箭炮
  - TOS-1火箭炮
  - TOS-2火箭炮
- 飛機
  - Ka-52攻击直升机
  - Mi-28N攻击直升机
  - 米-8直升机
  - 米-26直升机
  - Mi-24雌鹿直升机
- 槍械及單兵武器
  - AK-74突击步枪（含衍生型AKS-74）
  - AK-74M突擊步槍
  - AKS-74U卡賓槍
  - AK-105突擊步槍
  - AK-107突擊步槍（目前只少量裝備部隊）
  - AK-12突擊步槍
  - AN-94突擊步槍（少量裝備精銳部隊）
  - AS Val微聲自動步槍（少量裝備精銳部隊）
  - 德拉古諾夫狙擊步槍（含衍生型SVD-M和SVD-S）
  - SV-98狙擊步槍
  - 奧爾西T-5000狙擊步槍（目前只少量裝備部隊）
  - VSS Vintorez狙击步枪（少量裝備精銳部隊）
  - ASVK-M狙擊步槍
  - RPK-74輕機槍
  - PKM通用機槍
  - Pecheneg通用机枪
  - NSV重機槍
  - Kord重機槍
  - PM手槍
  - PMM手槍
  - MP-443烏鴉式手槍
  - GP-25附加型榴彈發射器（含衍生型GP-30及GP-34）
  - RG-6轉輪式榴彈發射器
  - AGS-17烈火自動榴彈發射器
  - AGS-30阿特蘭自動榴彈發射器
  - RPG-7V2
  - RPG-22
  - RPG-26
  - RPG-27
  - RPG-28
  - RPG-30
  - RPG-32